# Hartglycosiden
Hartglycosiden (digitalisglycosiden) zijn glycosiden die invloed hebben op de beweging en het ritme van het hart. Ze vergroten de contractiekracht van het hart (positief-inotroop) en verlagen de hartfrequentie (negatief-chronotroop). Daarnaast vertragen ze de geleiding over de AV-knoop (negatief-dromotroop). Ze komen voor in de bladeren van planten in het vingerhoedskruid-geslacht en verder in het lelietje-van-dalen (Convallaria majalis), zeeajuin (Urginea maritima) evenals in knopig helmkruid (Scrophularia nodosa).
Tegenwoordig zijn alleen digoxine en digitoxine nog van belang.

## Chemische eigenschappen

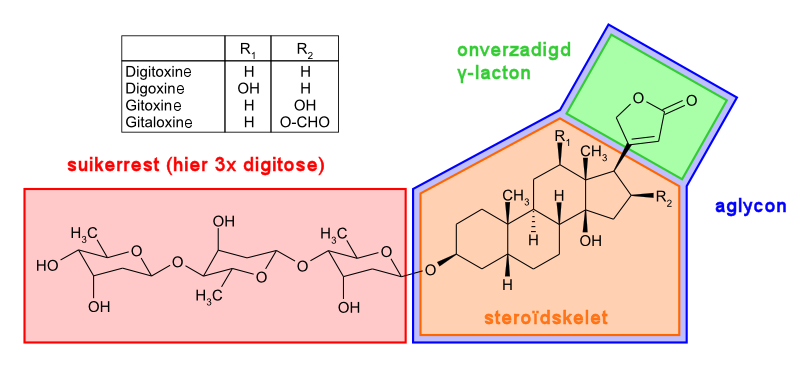
Structuur van een hartglycoside

Deze steroïdglycosiden bestaan uit een aglycon, bijvoorbeeld digitoxigenine en een onverzadigde lactonring, dat als een glycoside gebonden is aan 1 - 4 desoxysuikers, bijvoorbeeld digitoxose. Bij een vijfkantige lactonring (γ-lacton) wordt van een cardenolide gesproken en bij een zeskantige lactonring (δ-Lacton) van een bufadienolide. Ze worden ook cardiotone steroïden genoemd. De polariteit van een desoxysuiker, zoals desoxyribose, bepaalt de oplosbaarheid van het hartglycoside in water of vet, dat belangrijke gevolgen heeft voor de resorptie bij orale inname. Daar digoxine een extra OH-groep heeft, is de polariteit hiervan hoger dan die van digitoxine. Digoxine wordt daarom in de darm slechter geresorbeerd dan digitoxine. Tegenover deze slechtere resorptie staat een snellere uitscheiding door de nieren, waardoor de bestuurbaarheid beter is. Bij nierfalen moet de dosering van digoxine aangepast worden, hetgeen bij digitoxine niet nodig is. Bij oudere patiënten met onbetrouwbare nierfunctie wordt de voorkeur gegeven aan digitoxine.

## Farmacokinetisch
Zowel digoxine als digitoxine kunnen als tabletten ingenomen worden. De uitscheiding van digoxine gebeurt door de nieren met een halveringstijd van 1,5 dag, bij digitoxine gebeurt de uitscheiding door de nieren en de gal, waarbij de heropname in de darm (enterohepatische cyclus) voor een halfwaarde tijd van 7 dagen zorgt.
Strophantine wordt door de slechte resorptie intraveneus toegediend. Deze stof wordt door de nieren weer uitgescheiden.
Door de lange halveringstijden van de hartglycosiden moet de eerste keer een hogere dosis gegeven worden dan de daarop volgende onderhoudsdosissen.
| geneesmiddel | halveringstijd in uren | resorptiequote in % | proteïnbinding in % | LD50 in mg/kg KG |
| ------------ | ---------------------- | ------------------- | ------------------- | ---------------- |
| Digitoxine   | 170                    | 100                 | 90                  | 0,45             |
| Digoxine     | 35                     | 75                  | 30                  | 0,25             |
| Strophantine | 15                     | < 5                 | 10                  | 0,15             |

## Werking
Hartglycosiden blokkeren de natrium-kalium pomp in de cellen van de hartspier. Door het veranderde evenwicht tussen natrium en kalium over het celmembraan ontstaat er een verhoogde concentratie aan calcium in de cellen van de hartspier waardoor de contractiekracht van het hart toeneemt. Via het remmen van de natrium-kaliumpomp in het autonome zenuwstelsel neemt de impulsgeleiding over de AV-knoop af waardoor de hartfrequentie daalt.

## Biosynthese

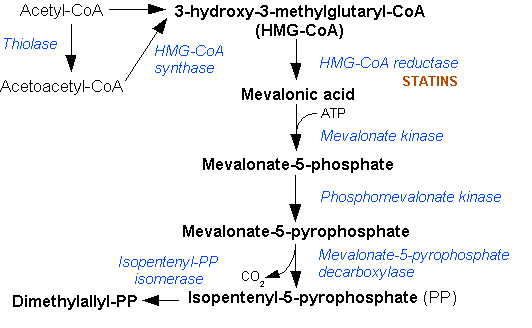
Mevalonaatweg

De biosynthese van aglycon vindt bij planten plaats in het mesofyl van de bladeren via de mevalonaatweg, via cholesterol en vervolgens in pregnenolon. Door het verhogen van het gehalte aan koolstofdioxide in de lucht wordt het gehalte van de hartglycosiden in de bladeren van bijvoorbeeld wollig vingerhoedskruid (Digitalis lanata) verhoogd.